# Tibouchina stenocarpa
Tibouchina stenocarpa är en tvåhjärtbladig växtart som först beskrevs av Dc., och fick sitt nu gällande namn av Célestin Alfred Cogniaux. Tibouchina stenocarpa ingår i släktet Tibouchina och familjen Melastomataceae. Inga underarter finns listade i Catalogue of Life.

## Bildgalleri

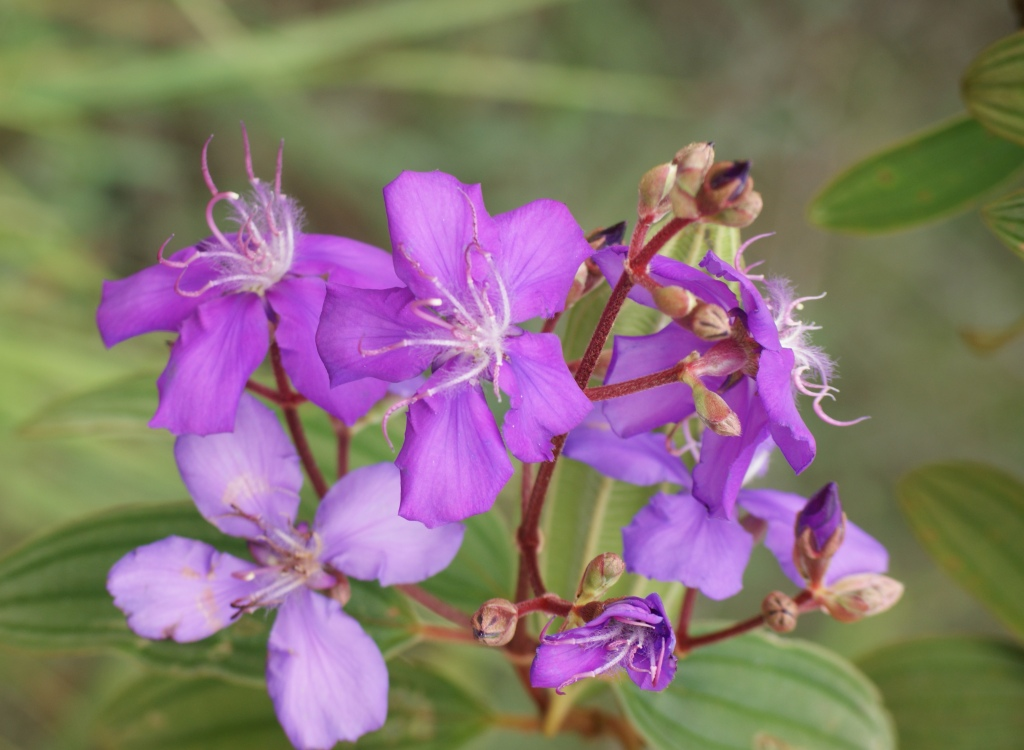